# Frances Fisher
Frances Louise Fisher, född 11 maj 1952 i Milford on Sea, Hampshire, är en brittiskfödd amerikansk skådespelare.

## Biografi
Fisher började sin karriär 1976 i deckarserien The Edge of Night. Hon varvade under 1980-talet film och teaterjobb. 1997 gjorde hon sin kanske hittills kändaste roll som den kyliga modern Ruth DeWitt Bukater i filmen Titanic. Hon har medverkat i över 100 film och TV-produktioner.
Hon var sambo med Clint Eastwood 1990-1995, och har tillsammans med honom dottern Francesca Eastwood (född 1993).

## Filmografi, urval
- 1976–1981 – The Edge of Night (TV-serie) (246 avsnitt)
- Mall:Tv (3 avsnitt)
- 1989 – Matlock (TV-serie) (2 avsnitt)
- 1988 – Roseanne (TV-serie) (1 avsnitt)
- 1989 – Pink Cadillac
- 1991 – L.A. Story
- 1992 – De skoningslösa
- 1993 – I lagens namn (TV-serie) (1 avsnitt)
- 1996 – Eves frestelser
- 1996 – Striptease
- 1997 – Titanic
- 1999 – Ögonblicket före tystnaden
- 2000 – Gone in 60 Seconds
- 2000 – The Audrey Hepburn Story
- 2001 – Arkiv X (TV-serie) (1 avsnitt)
- 2003 – Ett hus av sand och dimma
- 2004 – Boston Legal (TV-serie) (1 avsnitt)
- 2004 – Laws of Attraction
- 2005 – Cityakuten (TV-serie) (1 avsnitt)
- 2006 – Grey's Anatomy (TV-serie) (1 avsnitt)
- 2006 – The Night of the White Pants
- 2007 – In the Valley of Elah
- 2007 – The Kingdom
- 2008 – Cold Case (TV-serie) (1 avsnitt)
- 2008 – Eureka (TV-serie) (8 avsnitt)
- 2008 – The Shield (TV-serie) (4 avsnitt)
- 2009 – The Mentalist (TV-serie) (1 avsnitt)
- 2010 – 2 1/2 män (TV-serie) (1 avsnitt)
- 2010 – Private Practice (TV-serie) (1 avsnitt)
- 2010 – Sons of Anarchy (TV-serie) (1 avsnitt)
- 2011 – CSI: Crime Scene Investigation (TV-serie) (1 avsnitt)
- 2011 – The Lincoln Lawyer
- 2013 – The Host
- 2014 – Castle (TV-serie) (1 avsnitt)
- 2014 – Rectify (TV-serie) (1 avsnitt)
- 2014 – The Killing (TV-serie) (2 avsnitt)
- 2015–2016 – Masters of Sex (TV-serie) (4 avsnitt)
- 2016 – Criminal Minds (TV-serie) (2 avsnitt)
- 2016 – Outlaws and Angels
- 2016–2019 – The Expanse (TV-serie) (2 avsnitt)
- 2017 – Fargo (TV-serie) (1 avsnitt)
- 2018 – Swedish Dicks (TV-serie) (2 avsnitt)
- 2019 – Watchmen (TV-serie) (5 avsnitt)
- 2021 – The Rookie (TV-serie) (2 avsnitt)
- 2023 – Reptile
- 2025 – The Wrong Paris